# Mohamed Abdi Hassan
Mohamed Abdi Hassan (en somali : Maxamed Cabdi Xasan ; en arabe : محمد عبدي حسن), communément connu sous le nom de Afweyne (« Grande gueule » en somali), né à Harardhere, est un criminel et pirate somalien.
En octobre 2013, il est mis en examen pour « détournement, prise d'otages et participation à une organisation criminelle » dans le cadre du détournement du navire belge Pompei en 2009. Il était jusqu'alors l'un des chefs du gang de pirate « King Pin ». La police belge a utilisé un stratagème inédit pour capturer Mohamed Abdi Hassan : elle l'a fait venir en Belgique pour un projet fictif de film qui devait lui être consacré.
Il est le premier chef d'un groupe de pirates à être poursuivi par la communauté internationale.